# Bartholomeus Kellner
Bartholomeus Kellner, var en svensk hovmusiker och kompositör under 1500-talet.

## Biografi
Bartholomeus Kellner arbetade som hovmusiker 1576–1594 hos Johan III och Sigismund. Han var anställd både som trumpetare och fiddlare. Kellner komponerade även musik och skrev mässan Missa super Lauda Jerusalem. Mässan är en parodi över Orlando di Lassos motett Lauda Jerusalem.

## Musikverk
- Missa super Lauda Jerusalem, för sex stämmor a cappella (SSATBB).[1]